# Achatia mucens
Achatia mucens là một loài bướm đêm trong họ Noctuidae.